# En broderfolkskonsert
En broderfolkskonsert is een compositie van de Noor Lasse Thoresen.
Thoresen staat erom bekend dat hij elementen uit de volksmuziek combineerde met eigentijdse klassieke muziek. Dat geldt ook voor dit werk, dat geschreven is ter gelegenheid van het honderdjarig bestaan van de Zweeds-Noorse Unie (1905). Het is een werk in het genre van het aloude concert of dubbelconcert, maar dan voor de typisch Zweedse nyckelharpa en de typisch Noorse hardangerviool. De titel En broderfolkkonsert (Broedervolkconcert) staat voor de gelijkenis van de twee noordse volken. Het Symfonieorkest van Stavanger gaf uiteindelijk de opdracht. Het werd dan ook voor het eerst gespeeld in Stavanger door Hans Björkrot (nyckelharpa), Arvid Engegård (hardangerviool), het Symfonieorkest van Stavanger, alles onder leiding van Susanna Mälki.
Het werk kent de klassieke driedelige opbouw:
- Rammislagr
- Kung och knaverkarl
- Så høgt, så djupt.

In Rammislagr, gebaseerd op volksmuziek uit Setesdal, moeten diverse musici met de voet de maat meetikken om het volkskarakter weer te geven. Het is qua muziek meer toebedeeld aan Noorwegen. Kung och knaverkarl is meer gericht op het Zweedse deel. In de verte is nog het menuet te horen van Luigi Boccherini. Thoresen verwerkte muziek van allerlei Zweedse sociale klassen in dit deel, van muziek van aan het hof tot muziek van de "gewone arbeider". In deel drie komen beide solo-instrumenten tezamen in een mengeling van volksmuziek uit beide landen, waaronder de Noorse halling. Om te voorkomen dat het stuk (en ook de unie) als een nachtkaars uitgaat, wordt het afgesloten door een schril fluitje.

## Orkestratie
- Nyckelharpa, hardangerviool
- 2 dwarsfluiten (II ook piccolo), 2 hobo’s (II ook althobo), 2 klarinetten (II ook basklarinet), 2 fagotten, (II ook contrafagot)
- 4 hoorns, 2 trompetten, 2 trombones, geen tuba
- pauken, 3 man/vrouw percussie, harp, celesta
- violen, altviolen, celli, contrabassen
- ”off stage”: enkele musici waaronder blazers